# Sanada Nobutsuna
Sanada Nobutsuna (真田 信綱, 1537-29 juin 1575) est un samouraï japonais au service du clan Takeda. Il est né au château familial de Matsuo et est le fils le plus âgé de Yukitaka Sanada, un seigneur de château de la province de Shinano qui, avant que son fils n'arrive à la majorité, avait mis en gage sa fidélité au clan Takeda (malgré les risques).
Pendant sa cérémonie de la majorité, le caractère shin (信), du nom de Takeda Shingen, est accordé à Sanada Nobutsuna, et il prend le nom de « Nobutsuna » (信綱). On pense que la première campagne militaire de Nobutsuna a lieu autour de la période du siège du château de Toishi. Il continue ensuite à s'illustrer au combat au sabre katana sous la bannière des Takeda et devient l'un des célèbres vingt-quatre généraux de Takeda Shingen. Pendant la bataille de Nagashino en 1575, Nobutsuna mène plus de 200 cavaliers et est tué au combat avec son frère cadet Masateru.

## Source de la traduction
- (en) Cet article est partiellement ou en totalité issu de l’article de Wikipédia en anglais intitulé « Sanada Nobutsuna » (voir la liste des auteurs).